# Dharhari
Dharhari (nepalski: धर्हारी) – gaun wikas samiti w środkowej części Nepalu  w strefie Narajani w dystrykcie Rautahat. Według nepalskiego spisu powszechnego z 2001 roku liczył on 339 gospodarstw domowych i 2264 mieszkańców (1057 kobiet i 1207 mężczyzn).